# Quinta Violeta
Quinta Violeta – osada (buurt)  w dzielnicy Suffisant miasta Willemstad, w dystrykcie Willemstad, w kraju autonomicznym Curaçao, należącym do Holandii, w Ameryce Południowej. 20 października 2023 r. liczyła 378 mieszkańców.  